# Ketama (tribu marocaine)
 (juin 2025).
 (juin 2025).
Améliorez-le ou discutez des points à vérifier. 
Pour les articles homonymes, voir Ketama.
Ketama (en berbère : ⵇⴻⵜⴰⵎⴰ, en arabe : كتامة) est une ancienne tribu amazighe appartenant à la grande confédération des Senhaja Sraïr, installée dans le Rif central au nord du Maroc.

## Histoire et origine
La tribu des Ketama est issue des Kutama, l’une des principales confédérations berbères historiques du Maghreb. Elle est mentionnée dans les sources médiévales comme ayant joué un rôle important dans les dynamiques politiques et religieuses de la région. Le nom Ketama est également associé à une autre branche sanhajienne en Algérie orientale, connue pour avoir donné naissance à la dynastie des Fatimides.
Au Maroc, les Ketama du Rif sont intégrés à la structure tribale des Senhaja Sraïr, une confédération montagnarde ayant conservé ses traditions amazighes jusqu’à aujourd’hui.

## Langue et culture
Les membres de la tribu parlent une variante de tamazight appelée Tasenhajit[réf. à confirmer], spécifique au Rif central. Toutefois, une partie significative de la population ketamie — environ la moitié — a connu un processus d’arabisations progressive, particulièrement au cours du XXe siècle, sous l’effet de la scolarisation, de la migration, et des influences extérieures. Malgré cela, de nombreuses familles continuent de transmettre la langue amazighe et certaines traditions culturelles locales, notamment dans la région d'Abdelghaya Souahel qui est encore fortement berberophne.
La culture ketamie repose sur des structures communautaires traditionnelles (ajmaɛ), un fort attachement au territoire montagnard, et un mode de vie rural mêlant agriculture, élevage et artisanat.

## Rôle dans la culture du cannabis
Depuis le XXe siècle, Ketama et Ait Seddat (Issaguen) sont devenues largement connues comme des principaux centres de culture traditionnelle du cannabis (kif) au Maroc. En raison de leur isolement géographique, de la fertilité de leurs vallées et de l’absence historique d’un encadrement agricole formel, la région est devenue une capitale historique de la production de cannabis dans le Rif. Cette activité, bien que longtemps tolérée de manière officieuse, a eu un impact significatif sur l’économie locale, les structures sociales et les dynamiques migratoires.